# ارچوان
ارچوان (به تالشی: Ərçon یا Arčion، به لاتین: Ərçivan) یا ارجوان یک منطقه مسکونی در جمهوری آذربایجان است که در شهرستان آستارا واقع شده‌است.

## جمعیت
ارچوان ۸۰۸۴ نفر جمعیت دارد.

## جغرافیا و موقعیت مکانی
ارچوان در ۶.۶ کیلومتری شهر آستارا و در ۲۸۰ کیلومتری شهر باکو واقع شده‌است. این شهر مابین آستارا و لنکران قرار داشته و جاده الت-آستارا از میان این روستا می‌گذرد.

## ریشه واژه
ارچ و وان دو واژه تالشی و به‌ترتیب به‌معنای آسیاب و آبادی هستند و معنای کلی ارچوان به‌صورت آبادی آسیاب‌ها است.

## تاریخ
در اواخر امپراتوری سلجوقی، شخصی به نام «نصرت‌الدین ابوالمظفر اسپهبد کیا لواشیر» حیات داشته که خاقانی، چندین شعر در ستایش آزادگی او سروده و در عزای درگذشت ناگهانی او، مرثیه‌سرایی کرده‌است. وی در این مرثیه، خداحافظی خود را به شندان و ارچوان گفته‌است که به ترتیب نام‌های قلعه‌ای باستانی در آستارا و روستایی در نزدیکی آستارا است.
| پادشاه تازه و تر و جوان      |  | همچو شاخ ارغوان بدرود باد   |
| ای جمال‌الدین چو اصفهود نماند |  | حصن شندان، ارجوان بدرود باد |
| — دیوان خاقانی               |  |                             |

## آب و هوا

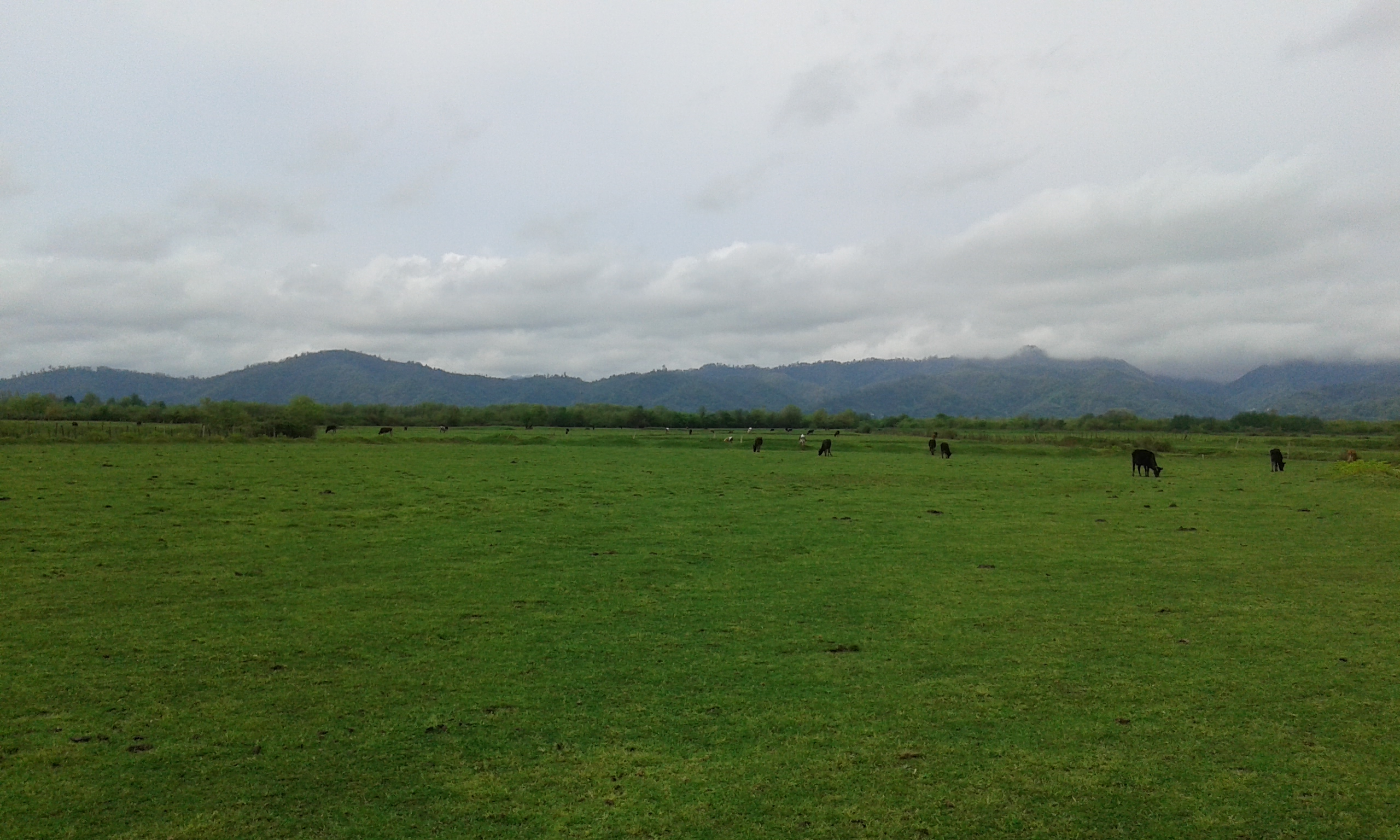
طبیعت پیرامون ارچوان

آب و هوای این روستا در تابستان خشک و گرم و دارای فصل زمستان‌های معتدل است. ارچوان در دامنه کوه‌های تالش و درون یک دشت و در امتداد جنگل‌های هیرکانی واقع شده‌است. رودخانه ارچوان از میان این روستا جریان می یابد و به‌سوی دریای کاسپین می‌رود.

## اقتصاد
شغل‌های اصلی مردم ارچوان عبارتند از: پرورش سبزیجات، شالیکاری، باغداری مرکبات، زنبورداری و دامپروری.

## دکل رادیو و تلویزیون
دکل رله رادیو تلویزیونی در رایون آستارا در این ناحیه‌است که به صورت T شکل از جاده مرزی آستارا اردبیل در خاک ایران هم قابل رویت است.

## زبان
تالشی به لهجه عنبرانی و ترکی آذربایجانی.

## جاذبه‌های گردشگری
در روستای ارچوان مسجدی از فقه حنفی وجود دارد که در سال ۱۴۹۹ میلادی تأسیس شده و شاه اسماعیل یکم نیز از آن بازدید کرده است. یک حمام متعلق به سده ۱۹ میلادی به نام کربلایی عبدالله در ارچوان وجود دارد. یک چشمه گوگردی به نام یانار بلاغ (Yanar Bulaq) در این آبادی وجود دارد که اگر روی آب آتش قرار بدهید شعله‌ور می‌شود.

## اهالی شناخته‌شده
- نوروزعلی محمداف روزنامه‌نگار و فعال مدنی تالش

## نگارخانه

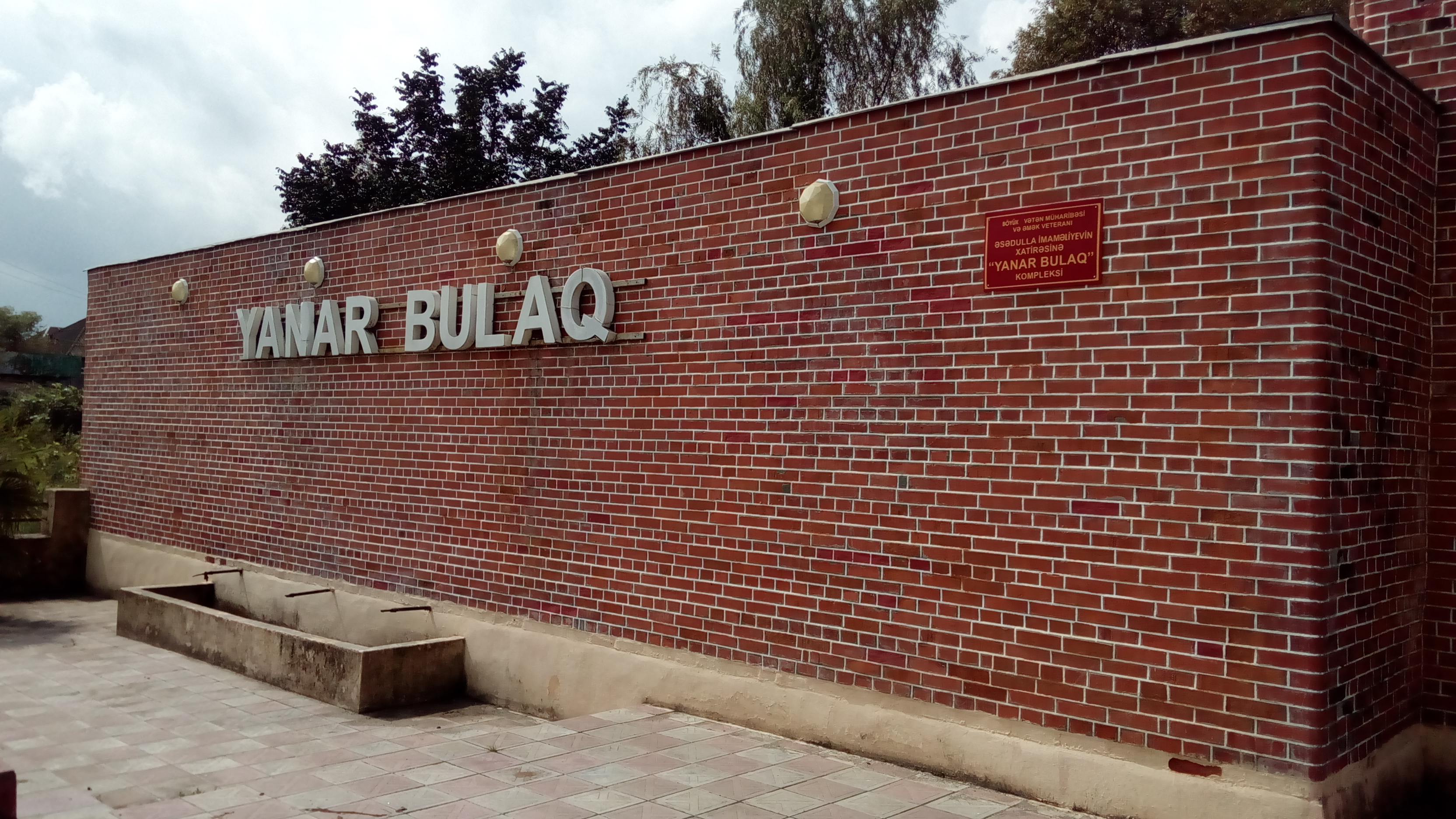
چشمه روشن (Yanar bulaq)